# 淑德大学
淑德大学（しゅくとくだいがく）是日本千叶县的一所私立大学，创立于1965年，長谷川良信是该校的首任校长

## 历史
- 1965年
  - 批准在千叶校区（千叶市）设立社会福利学院和社会福利系。
- 1989年
  - 批准设立社会福利研究生院（社会福利硕士课程）。
  - 批准设立社会福利研究生院教师资格证课程（高中一年级和社会学科）。
  - 开设社会福利研究生院。
- 2023年
  - 在东京校区设立独立系别留学生別科

## 關連項目
- 淑德大學短期大學部